# Liu Huixia
Liu Huixia (chiń. 刘蕙瑕; pinyin Liú Huìxiá ur. 30 listopada 1997) – chińska skoczkini do wody. Złota medalistka olimpijska z Rio de Janeiro.
Zawody w 2016 były jej pierwszymi igrzyskami olimpijskimi. Po złoto sięgnęła w skokach synchronicznych z dziesięciometrowej wieży. Partnerowała jej Chen Ruolin, z którą w 2013 i 2015 zdobyły tytuł mistrzyń świata w tej konkurencji. W 2014 zwyciężyły na igrzyskach azjatyckich.